# ISO 3166-2:SH
Die Liste der ISO-3166-2-Codes für  St. Helena, Ascension und Tristan da Cunha enthält die Codes für die Inseln.

Die Codes bestehen aus zwei Teilen, die durch einen Bindestrich voneinander getrennt sind. Der erste Teil gibt den Landescode gemäß ISO 3166-1 (für  St. Helena, Ascension und Tristan da Cunha SH), der zweite den Code für die Insel oder die Inselgruppe wieder.
Die aktuellen Codes stehen auf der Seite der ISO unter #iso:code:3166:SH zur Verfügung.

Für die Inseln Ascension und Tristan da Cunha sind die Codes AC und TA nach ISO 3166-1 reserviert.
| Insel            | Code  |
| ---------------- | ----- |
| Ascension        | SH-AC |
| St. Helena       | SH-HL |
| Tristan da Cunha | SH-TA |